# Paradise (chanson de DJ Snake)
Singles par DJ Snake
Diana
(2024) Reloaded
(2025)
Singles par Bipolar Sunshine
Safe
(2025)
Clip vidéo
(en) [vidéo] « "Paradise" (Live Edit) », sur YouTube
Paradise est une chanson du DJ et producteur franco-algérien DJ Snake, en featuring avec le chanteur britannique Bipolar Sunshine. Le titre est sorti le 16 mai 2025 en téléchargement numérique sur le label Interscope. La chanson a été écrite et produite par William Grigahcine, Phil Collins, Aaron Adio Joshua Marchant et Nömak.
Il s'agit de la troisième collaboration entre les deux artistes sur un single, après Middle sorti le 16 octobre 2015 et Future Pt.2 sorti le 7 août 2016. Le morceau est repris du titre Another Day in Paradise de Phil Collins, sorti en 1989.

## Clip vidéo
Le clip est publié sur YouTube, le 16 mai 2025 et est réalisé par BACKYARD, Tristan Burdin et Jessie Hardeman. Le clip a entièrement été enregistré lors du The Final Show au Stade de France, le 10 mai 2025.

## Liste des titres
| 1. | Paradise | 03:20 |